# Ernst Wagner (Glasfabrikant)
Ernst Wagner (* 12. Oktober 1836 in Trier; † 2. August 1902 in Bonn) war ein deutscher Unternehmer in der Glasindustrie und Kommunalpolitiker. Er wurde mit der Ehrenbürgerwürde der Stadt St. Johann (Saar) ausgezeichnet.

## Leben
Um 1860 siedelte er von Trier ins Saarrevier über. 1862 wurde er Teilhaber der Mariannenthaler Glashütte in Schnappach bei Sulzbach (gegründet 1784) und Luisenthal (erbaut 1857). Er heiratete 1865 Maria Carolina (* 1843), Tochter des Glashüttenbesitzers Christian Adolph Wagner (1801–1874), die Namensgleichheit war Zufall. Nach dem Tod seines Schwiegervaters übernahm er hauptamtlich die Geschäftsführung. Ab dem Jahr 1894 verbrachte er seinen Ruhestand in Bonn.

## Öffentliche Ämter
Von 1874 bis 1883 war Wagner Mitglied der ersten begründeten Handelskammer, 1886–1893 Mitglied der im Jahr 1886 neu gegründeten Handelskammer Saarbrücken. Im Jahr 1888 wählten ihn die Mitglieder zum stellvertretenden Kammerpräsidenten. Von 1877 bis 1893 war Ernst Wagner Mitglied des Stadtrats der Stadt St. Johann, seine Wahl zum dritten Beigeordneten erfolgte am 6. Februar 1879. Hierauf folgte seine Wahl am 24. April 1887 zum zweiten Beigeordneten und am 15. September 1887 zum ersten Beigeordneten der Stadt. Von 1882 bis 1901 amtierte er als zweiter Vorsitzender des Vereins zur Wahrung der gemeinsamen wirtschaftlichen Interessen der Saar-Industrie.

## Soziales
Ihm wird die Gründung einer Invaliden-, Witwen- und Waisenpensionskasse für seine Glashütten im Jahr 1866 zugeschrieben, sowie 1877 die Gründung eines Arbeiterkonsumvereins.

## Ehrungen
- 1863: Ernennung zum Mitglied der Saarbrücker Casinogesellschaft
- 12. Oktober 1893: Verleihung der Ehrenbürgerwürde der Stadt St. Johann
- Der im heutigen Saarbrücker Stadtteil St. Johann gelegene Ernst-Wagner-Weg wurde nach ihm benannt.